# Dora Kalinówna
Dora Klingbeil-Ratner, znana również jako Dora Kalinówna (ur. 15 grudnia 1900 w Łodzi, zm. 24 kwietnia 1985 w Rio de Janeiro) – polska aktorka i pieśniarka żydowskiego pochodzenia.

## Życiorys
Pochodziła z rodziny łódzkich Żydów. Była córką Hermana Klingbeila i Marii Haltrecht, lecz występowała jako Dora Kalinówna. Na scenie zadebiutowała w kwietniu 1927 podczas przedstawienia teatrzyku Qui Pro Quo w Białymstoku. Później dołączyła do kabaretu Morskie Oko, gdzie w listopadzie 1932 zaśpiewała w ramach rewii „Yo-Yo” skomponowane przez Zygmunta Białostockiego tango Rebeka. Utwór ten wykonywały w późniejszych latach między innymi Ewa Demarczyk, Sława Przybylska i Kayah. W latach 30. XX wieku wystąpiła w dwóch polskich filmach Sto metrów miłości i Tajemnica panny Brinx. Po wybuchu II wojny światowej opuściła Polskę i zamieszkała na stałe w Brazylii. Przez następnych kilka lat występowała między innymi w Palestynie, Włoszech i Francji. We wrześniu 1948 przyjechała do Polski, odwiedzając między innymi rodzinne miasto Łódź. 
W 1928 wyszła za mąż za projektanta Józefa Ratnera. Małżeństwo zakończyło się rozwodem.

## Filmografia
- Sto metrów miłości (1932)
- Tajemnica panny Brinx (1936)